# Francisco José de Caldas

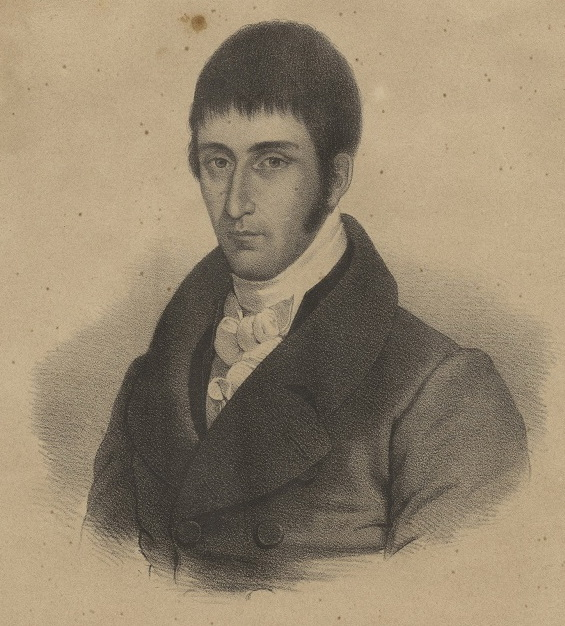
Francisco José de Caldas, 1836

Francisco José de Caldas y Tenorio (* 4. Oktober 1768 in Popayán, heute Kolumbien; † 29. Oktober 1816 in Bogotá (hingerichtet)) war ein spanisch-kolumbianischer Botaniker, Astronom und lateinamerikanischer Freiheitsheld.
Sein botanisches Autorenkürzel lautet „Caldas“.    

## Leben
Der Sohn von José de Caldas y Gamba und Vicenta Tenorio y Arboleda studierte zunächst im Priesterseminar seiner Heimatstadt, dann im Colegio del Rosario. Er schloss sein Studium als Jurist ab, interessierte sich aber auch intensiv für Mathematik und Naturwissenschaften. Caldas schloss sich daher zahlreichen wissenschaftlichen Expeditionen zur Erforschung des damaligen Vizekönigtums Neugranada an, darunter auch solchen, die von José Celestino Mutis und Alexander von Humboldt geleitet wurden. Die Bezeichnungen der klassischen fünf Höhenstufen der Anden (Tierra caliente, Tierra templada, Tierra fria, Tierra helada, Tierra nevada) gehen auf Caldas zurück.
Nach der Erhebung vom 20. Juli 1810 wurde Caldas Redakteur der neuen Regierungszeitung, des Diario Político. Nach der Machtergreifung von Antonio Nariño im September 1811 wurde Caldas als Ingenieur eingesetzt. 1816 wurde er von spanischen Royalisten gefangen genommen und am 29. Oktober öffentlich hingerichtet. Als die Umstehenden um das Leben des Gelehrten baten, soll Pablo Morillo, Graf von Cartagena geantwortet haben: „España no necesita sabios“ – Spanien brauche keine Gelehrten.
Francisco José de Caldas war ein Mitglied im Bund der Freimaurer.

## Ehrungen
Die kolumbianische Provinz Caldas wurde 1905 nach ihm benannt. Ebenso wurden nach ihm die Gattung Caldasia Humb. ex Willd. sowie die Zeitschrift Caldasia benannt.

## Schriftstellerische Werke
- "El estado de la geografía del virreinato con relación a la economía y al comercio" (1807)
- "El influjo del clima sobre los seres organizados" (1808)
- "La Memoria sobre la Nivelación de las Plantas del Ecuador, Historia de Nuestra Revolución, Educación de Menores, Importancia del Cultivo de la Cochinilla y Chinchografía y Geografía de los Arboles de Quina